# Лубанг Насиб Багус
Лубанг Насиб Багус (индон. Lubang Nasib Bagus, также Gua Nasib Bagus — пещера удачи) — пещера, расположенная в национальном парке Малайзии Гунунг Мулу на острове Калимантан (штат Саравак). В пещере находится самый большой по площади в мире грот. Состоит из километровой галереи, выходящей в большой пещерный зал.

## Грот Саравак
Размеры грота Саравак: длина 767 м, ширина 572 м, высота 131 м. Площадь 154 500 м². По объёму (9,64 млн. м³) Саравак занимает 10-е место в мире.
Грот был открыт в январе 1981 года тремя английскими спелеологами (Энди Ивис, Дэйв Чекли, Тони Уайт), которые исследовали карстовый массив в национальном парке Гунунг Мулу. Поднявшись вверх по реке, вытекающей из пещеры Лубанг Насиб Багус, по галерее около километра длиной исследователи оказались в объёме, который не могли осветить имевшиеся в наличии фонари. В зале такой площади могут разместиться 50 самолётов Боинг-747.